# 不如密多
不如密多（?—?），禪宗西天二十八祖的第二十六祖。
不如密多本是南印度天德王的次子。早年在婆舍祖出家，婆舍斯多問不如密多尊者為何要出家。不如密多回答：“我若出家，不為俗事”。後來不如密多接受婆舍尊者法印，成為西天二十八祖的第二十六祖。